# 墨冬
墨冬（Medon），他是雅典末代国王科德鲁斯的儿子，是古雅典共和国的建立者和第一任执政官（公元前1068年）。是个瘸子，这就是为什么他的弟弟米勒埃斯不会让他统治，但是德尔菲的神谕却要他继承统治。他是阿提卡地区在黑暗时代之后的第一个统治者。根据亚里士多德《雅典政制》“执政官建置的年代，大多数权威学者都认为在墨冬时期，虽则有的却把他定在阿卡斯图斯之时，其证明是，九执政官宣誓时皆言，他们将正像阿卡斯图斯之时履行他们的誓言云云，可见到了阿卡斯图斯时代，科德鲁斯家族让出王者的职位，而得到加诸执政官的相应的特权。无论哪一种说法正确，建置的年代总不至有多大的差异”。